# Poulet à la bayonnaise
Pour les articles homonymes, voir Poulet (homonymie) et Bayonne (homonymie).
Le poulet à la bayonnaise est une recette de cuisine traditionnelle de cuisine basque, de Bayonne au Pays basque, à base de poulet, vin rouge, et lardon (ou jambon de Bayonne), variante du poulet basquaise au jambon de Bayonne, ou de côtes de veau à la bayonnaise,.

## Histoire

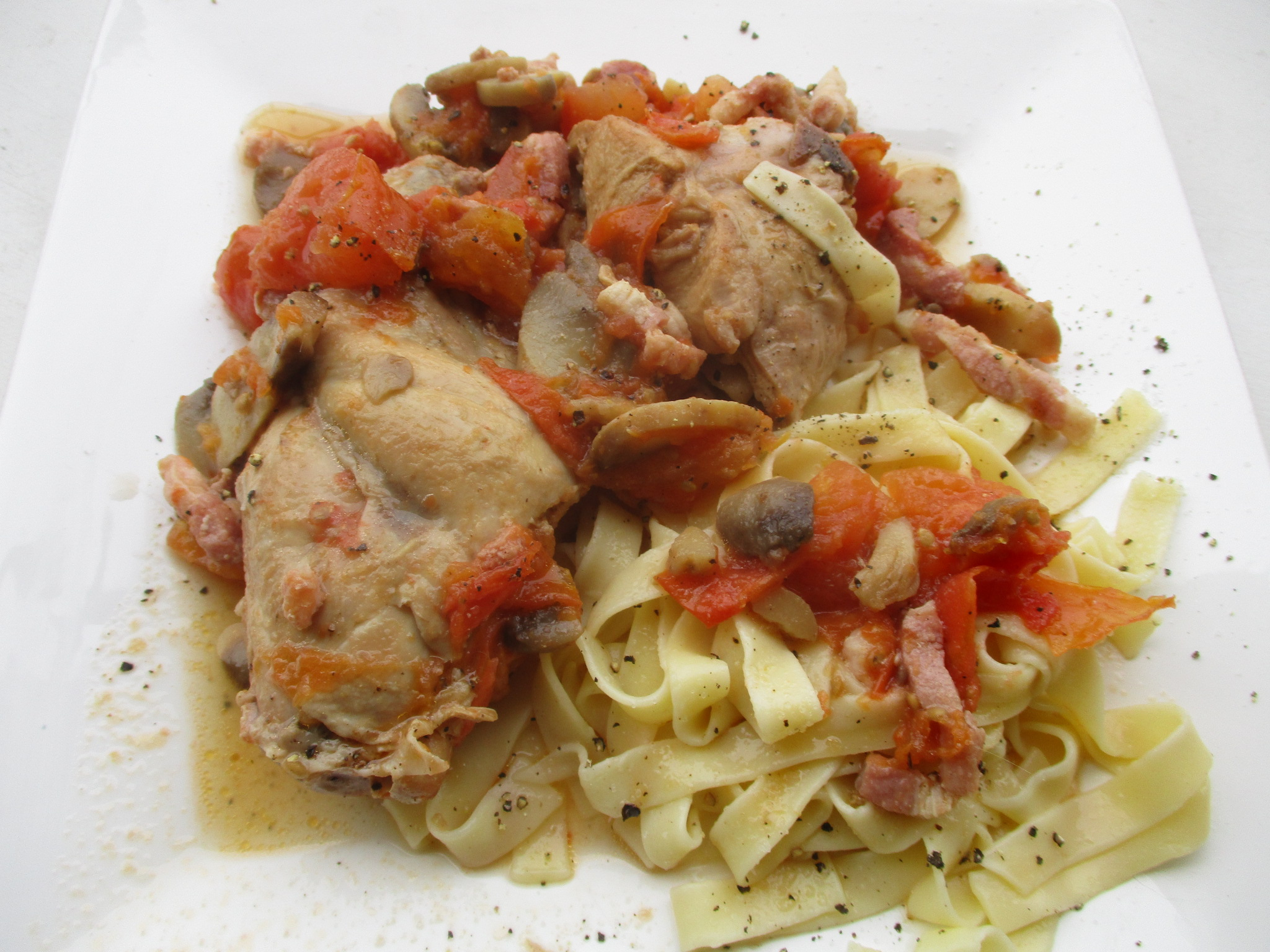

Faire mariner environ 2 heures les morceaux de poulet (ou de poularde) salés et poivrés dans une marinade de jus de citron, avec laurier, persil haché, et piment d'Espelette.
Faire revenir au beurre dans une cassole (ou cocotte) oignons hachés, carotte et lardons, puis ajouter et faire réduire du vin rouge, puis incorporer, et faire rissoler les cuisses de poulet marinées à la cocotte.
Servir, par exemple, avec riz, pâtes, piperade et vin rouge du vignobles du Pays basque.